# Särkkä (Helsinki)
Särkkä (suédois : Långören) est une petite île à proximité d'Helsinki.
L'île mesure environ 250 mètres de long, et elle est à une distance d'environ 500 mètres de la plage de Kaivopuisto. L'île la plus proche de Särkä est Harakka.

## Bâtiments
Särkkä fait partie du quartier de Suomenlinna. Les bâtiments fortifiés de Särkkä font partie du dispositif de fortification de Suomenlinna.
| Carte des bâtiments de l'île Särkkä (F)                           |
| Carte interactive de Suomenlinna (cliquer pour voir les détails). |

## Activités
L'île héberge le port d'attache du club nautique Merenkävijät et la salle Piper de 150 personnes gérée par le club. On y trouve aussi le Restaurant Särkänlinna.

## Transports
Entre Särkä et Suomenlinna, dans le détroit de Särkänsalmi il y a l'un des couloirs d'entrées maritimes(profondeur de 7,9 mètres) vers Eteläsatama.
Le système de tunnels d'Helsinki menant à Suomenlinna passe sous l'île de Särkä est a possède une sortie d'urgence au niveau de l'île.
Des navettes maritimes fréquentes assurent le trajet Kaivopuisto-Särkkä-Harakka.